# Яница Нешева
Яница Петрова Нешева е българска оперна певица.

## Биография
Родена в Стара Загора. Учи цигулка при Стефан Филчев и Стефка Караиванова. Пее в детския градски хор при читалище „Родина“ с ръководител Стефка Желязкова. Завършва ЕГ „Максим Горки“.
През 1994 година кандидатства в ДМА „Панчо Владигеров“, София със специалност оперно „Пеене“, където е приета в класа на професор Мила Дюлгерова, и „Актьорско майсторство“ в класа на професор Павел Герджиков. По време на следването си през 1996 г. става носител на специалната награда на професор Чавдар Хаджиев от конкурса „Г.Златев-Черкин“ и през 1997 г. е лауреат за оперно пеене на Националния конкурс за инструменталисти и певци „Светослав Обретенов“, Провадия.
През 2000 г. завършва обучението си със степен бакалавър. От октомври същата година е артист-солист на Държавната опера, Стара Загора.

## Кариера
През 2000 г. дебютира с ролята на Джилда от оп. ”Риголето“ от Дж. Верди. Следват ролите:
- Розина – „Севилският бръснар“ (Дж. Росини)
- Адина – „Любовен Еликсир“ (Г.Доницети)
- Джулия – „Копринената стълба“ (Г.Доницети)
- Жрица – „Аида“ (Дж. Верди)
- Тебалдо – „Дон Карлос“ (Дж. Верди)
- Ангелски глас – „Дон Карлос“ (Дж. Верди)
- Щаси – „Царицата на чардаша“ (Калман)
- Сопран – „Реквием“ (В.А. Моцарт)
- Фраскита – „Кармен“ (Дж. Бизе)

- 2002 г. гастролира в ОФД Варна с ролятя на Джилда от оп.”Риголето”-Дж. Верди следват ангажименти;
- 2002 г. Адина от оп.’’Любовен Еликсир’’от Г.Доницети спектакалът е представен и на турне в Германия.
- 2005 г. дебют с ролята на Лучия от едноименната опера на Г. Доницети „Лучия ди Ламермур“с ОФД Варна.
- 2006 г. Виолета Валери ”Травиата“ – Дж. Верди
- 2004 г. и 2005 г. активно участва в майсторските класове по оперно пеене на оперната дива – Doctor Honoris Causa Райна Кабаиванска към „Нов Български Университет“.
- 2003 г. – 2005 г. година с компаниите:Оперно-Филхармонично Дружество Пловдив, ”Опера Верди“ и ”Columbia Artists Management Ins.“ гастролира в САЩ:

- Gailliard Municipal Auditorium; Charleston, S. Carolina
- Aycock Auditorium; Greensboro, N. Carolina
- Kelley Theatre; Fairfield, Connecticut
- Main Stage Center for the Arts; Buffalo, New York
- Tilles Center Concert Theatre; Greenvale, New York
- Midland Center for the Arts; Midland, Michigan
- Morris Civic Auditorium; South Bend, Indiana
- Civic Hall Performing Arts Center; Richmond, Indiana
- Midland Opera Theatre; Midland, Texas
- Kavali Theatre; Thousand Oaks, California
- Jackson Hall; Davis California и др.

с ролите: Джилда от операта“Риголето“от Дж. Верди; дебютира в ролята на Виолета Валери от операта“Травиата“ от Дж. Верди. дебютира в ролята на Мюзета от операта“Бохеми“от Дж. Пучини и др.
- 2006 г. участва в майсторски клас по оперно пеене и интерпретация при голямата българска певица Анна Томова-Синтова със съдействието на радио FM Klasik. Същата година участва в майсторски клас по оперно пеене при проф. Мати Пинкас към Софийски Музикални Седмици и майсторски клас по оперно пеене и интерпретация на Моцарт при Елизабет Линхарт към СМУ „Христина Морфова“ в гр. Стара Загора.
- 2000 г. – 2006 г. Участва в редица концерти и оперни спектакли в България:София-НДК, „Зала България“, Руски Културен център и др. Разград, Шумен, Ямбол, Сливен, Несебър и др.

и в чужбина: Германия, Испания, Португалия, Турция и в повече от 40 щата в САЩ.

## Репертоар
- Розина „Севилският бръснар“ – Дж. Росини
- Адина “Любовен Еликсир“ – Г.Доницети
- Лучия “Лучия ди Ламермур“ – Г.Доницети
- Джулия „Копринената стълба“ – Г.Доницети
- Мюзет “Бохеми“ – Дж. Пучини
- Виолета Валери“Травиата“ – Дж. Верди
- Джилда “Риголето“ – Дж. Верди
- Микаела „Кармен“ – Дж. Бизе
- Фраскита „Кармен“ – Дж. Бизе
- Жрица „Аида“ – Дж. Верди
- Тебалдо „Дон Карлос“ – Дж. Верди
- Ангелски глас „Дон Карлос“ – Дж. Верди
- Оскар „Бал с Маски“ – Дж. Верди
- Щаси “Царицата на чардаша“Калман
- Сузана “Сватбата на Фигаро’’ В.А.Моцарт
- Сопран – Реквием – В.А. Моцарт